# Günter Knoll

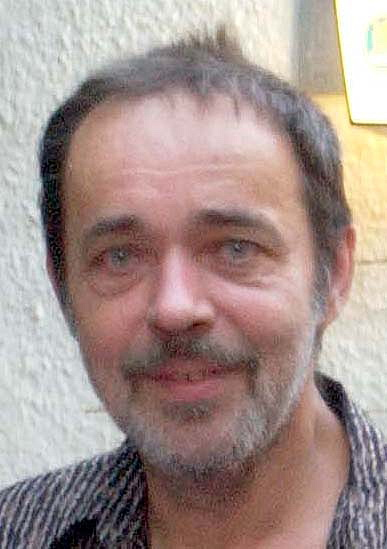
Günter Knoll (2002)

Günter Knoll (* 5. Februar 1954 in München; † 9. Januar 2025 ebenda) war ein deutscher Kulturveranstalter, Autor und Regisseur.

## Leben
Am 1. Dezember 1977 gründete Knoll zusammen mit dem Schauspieler Thomas Brönner das Münchner Hinterhoftheater im Hinterhof der Gabelsbergerstraße 50. Im Juli 1980 zog er mit dem Theater in die Sudetendeutsche Straße 40 um. Er leitete das Theater bis Ende März 2007 und war dort auch als Texter und Regisseur tätig. Von 1990 bis 1995 leitete er daneben das HAI in der Rosenheimer Straße 123 und von 1994 bis 2006 das Theater im Schlachthof im Wirtshaus im Schlachthof in München.
Knolls Tätigkeit als Texter und Regisseur wurde mehrfach ausgezeichnet, unter anderem 1990 mit dem Schwabinger Kunstpreis der Landeshauptstadt München und dem Stern der Woche der Abendzeitung. Die Fernsehkomödie Der geschenkte Gaul mit Claudia Schlenger-Meilhamer, zu der er das Drehbuch verfasste, war 1988 der offizielle Festivalbeitrag der ARD bei der Rose d’Or in Montreux.
2007 bis 2008 war er Initiator und Planer der Freiheizhalle.
Knoll war bis 2025 Leiter der Veranstaltungsagentur Hinterhof.kultur.